# Amandi (Villaviciosa)
Amandi ist eines von 41 Parroquias in der Gemeinde Villaviciosa der autonomen Region Asturien in Spanien.
 Die 519 Einwohner (2011) leben in 25 Dörfern auf einer Fläche von 5,06 km². Der Rio Profundo durchquert das Parroquia.

## Am Jakobsweg
Die Kirche Juan el Bautista in Algara ist eine Station am Jakobsweg, dem Camino de la Costa.

## Sehenswürdigkeiten
- Pfarrkirche San Salvador von 1134
- romanische Kirche Juan el Bautista in Algara
- Alte Wassermühlen im Tal des Rio Profundo

## Dörfer und Weiler der Parroquia
- Algara: 3 Einwohner 2011
- Les Baragañes: 7 Einwohner 2011
- Bozames: 56 Einwohner 2011 43° 27′ 41″ N, 5° 27′ 12″ W
- Los Campos: 17 Einwohner 2011 43° 27′ 56″ N, 5° 26′ 21″ W
- Casquita: 4 Einwohner 2011
- Conciella: 7 Einwohner 2011
- La Ferrería: 1 Einwohner 2011
- Gordinayo: 1 Einwohner 2011
- La Gotera: 6 Einwohner 2011
- Llavares: 98 Einwohner 2011 43° 27′ 31″ N, 5° 26′ 41″ W
- El Lugarín: 7 Einwohner 2011 43° 28′ 2″ N, 5° 26′ 24″ W
- La Mesada: 3 Einwohner 2011
- Obaya: 15 Einwohner 2011
- El Palaciu – 142 Einwohner 2011
- La Parra: 35 Einwohner 2011
- Poladura: 9 Einwohner 2011
- Pumarín: 2 Einwohner 2011
- La Quinta – 1 Einwohner 2011
- La Roza: 4 Einwohner 2011
- San Juan: 54 Einwohner 2011 43° 28′ 19″ N, 5° 26′ 9″ W
- Sur: 17 Einwohner 2011
- Valbúcar: 11 Einwohner 2011 43° 27′ 49″ N, 5° 26′ 34″ W
- La Vega: unbewohnt 2011
- Vitienes: 15 Einwohner 2011 43° 27′ 48″ N, 5° 26′ 5″ W
- Ximague: 4 Einwohner 2011